# 中村悟
中村 悟（なかむら さとる、1973年3月30日 - ）は、日本の実業家。M&Aキャピタルパートナーズ株式会社創業者・代表取締役社長、株式会社レコフデータ取締役、一般社団法人M&A仲介協会理事。

## 人物・来歴
福岡県出身。1995年工学院大学工学部建築学科卒業、積水ハウス入社。2005年M&Aキャピタルパートナーズ設立、同社代表取締役社長就任。中小企業の事業承継に特化した事業展開を行い、2013年には東京証券取引所マザーズに上場。2014年東京証券取引所市場第一部へ市場変更。2016年レコフを買収し、同社取締役及びレコフデータ取締役に就任。2021年、新設されたM&A仲介協会の理事に就任。

## 著書
- 『M&Aで創業の志をつなぐ 日本の中小企業オーナーが読む本』日経BP 2019年